# The 15:17 to Paris
The 15:17 to Paris är en amerikansk biografisk dramafilm från 2018 producerad och regisserad av Clint Eastwood. Manuset skrevs av Dorothy Blyskal, baserat på självbiografin The 15:17 to Paris: The True Story of a Terrorist, a Train, and Three American Heroes (2016) av Jeffrey E. Stern, Spencer Stone, Anthony Sadler och Alek Skarlatos. I filmen spelar Stone, Sadler och Skarlatos sig själva och man följer trion genom livet fram till Thalystågattacken 2015.

## Rollista i urval
- Alek Skarlatos – Sig själv
- Anthony Sadler – Sig själv
- Spencer Stone – Sig själv
- Mark Moogalian – Sig själv
- Isabelle Risacher Moogalian – Sig själv
- Judy Greer – Joyce Eskel, Spencers mor
- Jenna Fischer – Heidi Skarlatos, Aleks mor
- Ray Corasani – Ayoub El-Khazzani